# Spirobolellus nanus
Spirobolellus nanus är en mångfotingart som beskrevs av Filippo Silvestri 1895. Spirobolellus nanus ingår i släktet Spirobolellus och familjen slitsdubbelfotingar. Inga underarter finns listade i Catalogue of Life.